# Северо-Западный округ (Ботсвана)
Се́веро-За́падный о́круг (англ. North-West District) — округ в Ботсване. Округ образован в 2001 году в результате объединения округов Нгамиленд и Чобе. Административный центр — город Маун.

## География
В центральной части расположена река Окаванго и её многочисленные притоки, а также одноименное болото, что является дельтой реки. На юге расположены солончаки: Мадонго, Нгвако, Масаланьяне; на северо-западе — горы Цодило, реки: Нгамасери и Цкаудум. Природоохранные территории: природный заповедник Мореми (центр), национальный парк Чобе (север), Нцкаи-Пан (восток), пещеры Гцвихаба.
Соседние области:
- Замбези (Намибия) — на севере
- Ганзи — на юге
- Центральный — на юго-востоке
- Восточное Каванго, Очосондьюпа, Омахеке (Намибия) — на западе

## Населённые пункты
- Гумаре
- Казунгула (Казунгула)
- Касане
- Качикау (en:Kachikau)
- Цкакао
- Матлапана
- Мохембо-Уэст
- Нцкамасере
- Ноканенг
- Пандаматенга
- Паракарунгу (en:Parakarungu)
- Сепопа
- Серонга
- Сехитхва
- Цау
- Шакаве

## Административное деление
Административно округ делится на 4 субокруга:
- Чобе
- Дельта
- Северный Нгамиленд
- Южный Нгамиленд

## Экономика
На крайнем востоке ведётся добыча марганцевой руды и асбеста. В Маун и Касане (на крайнем севере) расположены аэропорты.